# Schlesen

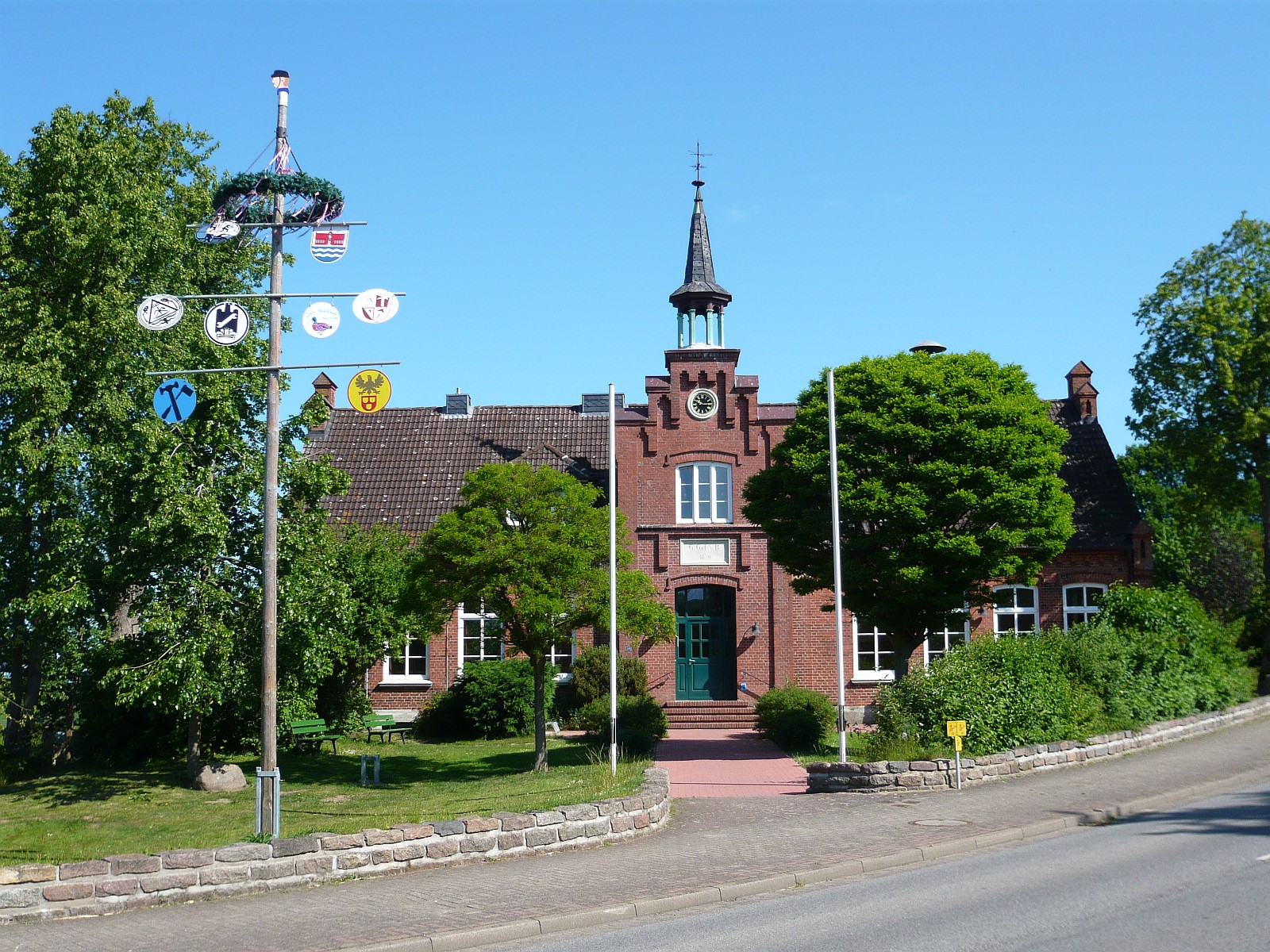

Schlesen est une commune allemande du Schleswig-Holstein, située dans le nord de l'arrondissement de Plön, entre la fœrde de Kiel et le Selenter See. Schlesen est l'une des sept communes de l'Amt Selent/Schlesen dont le siège est à Selent.